# Мозер, Михаил Иванович
Михаил Иванович Мозер (22 июня 1935 — 28 октября 1993) — советский теннисист. Чемпион СССР в личном, парном и смешанном разряде. Мастер спорта СССР (1956), почётный мастер спорта СССР.

## Биография

### Карьера
В теннис играл с 15 лет в родном Мукачево. Окончил Киевский ГИФК. Выступал за местное «Динамо».
Мозер побеждал на первенствах Советского Союза с 1959 по 1962 годы (в одиночном разряде — в 1959 и 1960 годах). В паре и миксте выступал с Сергеем Лихачёвым, Рудольфом Сивохиным и Валерией Кузьменко. В 1963 году принимал в составе национальной сборной принимал участие в матчах Кубка Дэвиса против команд Финляндии и Чили, одержав победы во всех четырёх своих поединках. Михаил дважды соревновался на Уимблдоне. В турнире 1960 года он проиграл пятисетовый матч первого круга Иржи Яворски из Чехословакии (9:7, 3:6, 6:4, 2:6, 3:6). Три года спустя советский спортсмен вновь оказался в основной сетке турнира, уступив в трёх сетах также в первом матче Рафаэлю Осуне. Его единственное появление в чемпионате Франции состоялась в 1960 году, где Мозер не смог преодолеть барьер стартового раунда соревнований — поражение от немца Инго Будинга почти без шансов для Мозера — 2:6, 2:6, 0:6.

### Семья
Брат — Иван Мозер, известный советский футболист. Был женат на Светлане Смирновой, чемпионке СССР 1958 и 1959 в танцах на льду. Их дочь — тренер по фигурному катанию Нина Мозер.